# Colectivo Ciudadanos de la Región Leonesa

Mapa de los territorios que reivindican los leonesistas como parte de la Región Leonesa, señalados en color azul.

El Colectivo Ciudadanos de la Región Leonesa (CCRL) o Colectivo Ciudadanos del Reino de León ("Colleutivu Ciudadanos del Reinu de Llión" en leonés) es una asociación española de ideología leonesista que aspira a conseguir la creación de una autonomía para la Región de León, que estaría formada por las actuales provincias de León, Salamanca, y Zamora.

## Historia

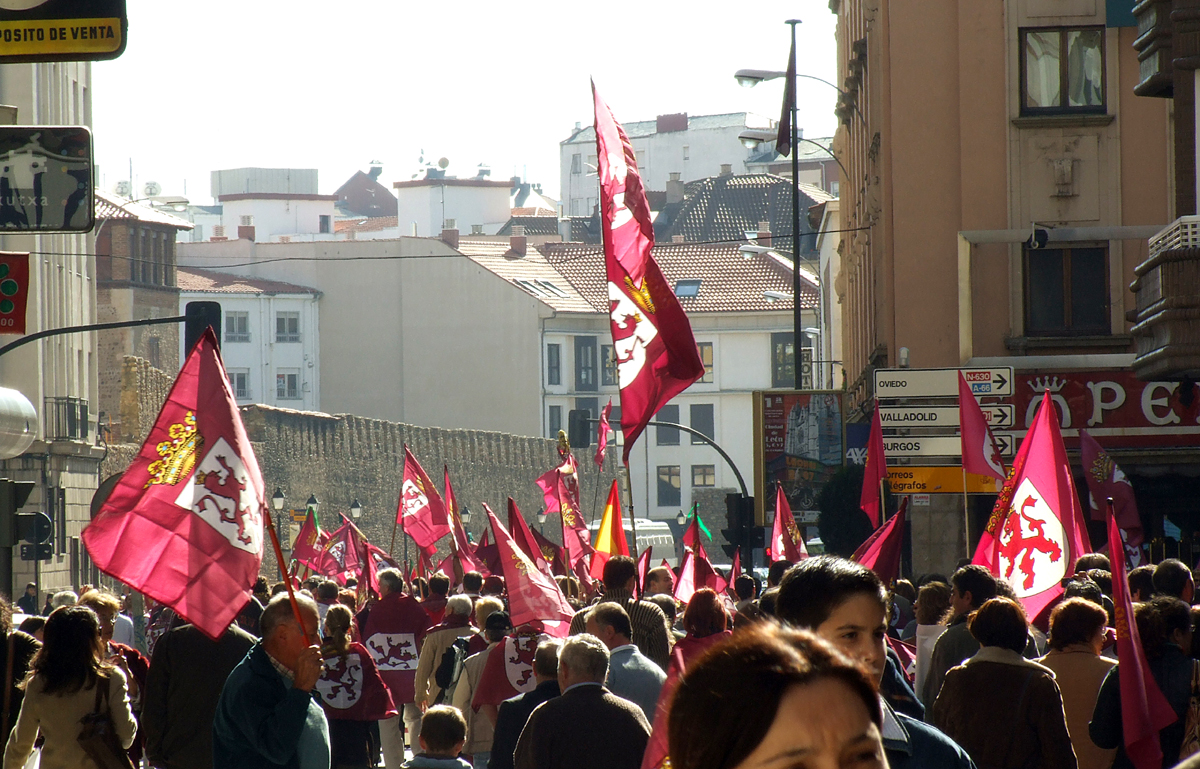
Manifestación a favor de la autonomía leonesa en octubre de 2007.

Su inscripción en el registro de asociaciones del Ministerio del Interior data de 2006. El Colectivo Ciudadanos del Reino de León ha convocado varias manifestaciones reclamando la autonomía de un «País Leonés» formado por las provincias de León, Salamanca, y Zamora: el 3 de junio de 2006, el 29 de octubre de dicho año, el 22 de abril de 2007, y otra manifestación en octubre de 2007.
Fue una las asociaciones integradoras de la Plataforma por el Futuro de la Región Leonesa, que realizó una manifestación en la ciudad de Salamanca el 11 de mayo de 2013.
El colectivo defiende la reclamación regionalista leonesa, y la comarcalización de las provincias de Salamanca, Zamora y León, pero también ha llegado a extender sus actividades a otros ámbitos, como el rechazo a la práctica del fracking, participación en un acto de conmemoración del Tratado de Alcañices, exposiciones, reclamaciones relacionadas con el ámbito local, o la presentación de quejas ante instituciones como el Defensor del Pueblo o el procurador del Común.
A inicios de 2016, tras el acuerdo entre PSOE y Cs, en que estos partidos proponían suprimir las diputaciones provinciales, el Colectivo Ciudadanos del Reino de León propuso la creación de una «Diputación General del Reino de León» que agrupase las provincias de León, Salamanca y Zamora.

## Proyecto de autonomía
De acuerdo con el proyecto de Estatuto de autonomía de la Región Leonesa y el proyecto de Ley por la que se determinan las sedes de las Instituciones de la Comunidad Autónoma de la Región Leonesa elaborados por el Colectivo Ciudadanos de la Región Leonesa (CCRL), las Cortes de la Región Leonesa tendrían su sede en Zamora, al ser la geográficamente más céntrica de las ciudades leonesas. Por otro lado, en el citado proyecto de Ley de Sedes también se establece un número fijo de nueve Consejerías, recogiendo su reparto, con tres en la provincia de León (localizadas en León, Ponferrada y Astorga), tres en la provincia de Salamanca (ubicadas en Salamanca, Béjar y Ciudad Rodrigo), y otras tres en la provincia de Zamora (situadas en Zamora, Benavente y Puebla de Sanabria).